# Johann Wilhelm Bartsch
Johann Wilhelm Bartsch (* 23. Februar 1750 in Leipzig; † 16. Oktober 1828 in Gera) war ein deutscher Pädagoge, Universalgelehrter und Gutsbesitzer.

## Leben
Johann Wilhelm Bartsch wurde als Sohn des Johann Thomas Bartsch (* unbekannt; † 1774), Oberhofgerichtsaktuar in Leipzig und dessen Ehefrau Johanna Rosina, eine Schwester des Lehnsherrn Johann Wilhelm Cramer, geboren. Sein Vater war ein Urenkel von Dr. Christoph Limmer (1614–1685), hochfürstlicher Sachsen-Weißenfelsischer Geheimsekretär und später Kammerkommerzialrat.
1760 hielt sich seine Mutter, aufgrund des Siebenjährigen Krieges, mit ihm in Gera auf und brachte ihn im dortigen Gymnasium "Rutheneum" unter, dort blieb er bis 1763, dann kehrten sie zurück nach Leipzig. Hier beendete er das Gymnasium auf der Thomasschule. Der Rektor der Schule, Johann Friedrich Leissner († 1767), war ein Freund seines Vaters und weckte in ihm die Neigung zur Mathematik.
Er begann ein Studium der Rechtswissenschaften an der Universität Leipzig, nutzte dabei auch die Möglichkeiten zum Studium in den Bibliotheken der Professoren Christian Garve und Christlieb Benedict Funk. Er hörte die Vorlesungen bei Carl Gottfried von Winckler und Christian Gottlieb Haubold in der Physik und Philosophie, und die eines Johann August Ernesti, Johann Gottlob Böhme und Friedrich August Wilhelm Wenck in Geschichte. Er beendete den juristischen Kursus und bestand das Examen.
Nachdem sein Vater 1774 gestorben war, widmete sich Johann Wilhelm Bartsch mit größtem Interesse der Mathematik und Physik.
1778 zog er mit seiner Mutter wieder nach Gera, allerdings verstarb sie dort mit seinem jüngeren Bruder bereits nach wenigen Wochen. Weil er nun die Besitzungen seiner Mutter erbte, entschloss er sich, in Gera zu bleiben. Im Oktober 1778 wurde er am Gymnasium in Gera zum Lehrer der Mathematik ernannt.
Bei dem Stadtbrand von Gera 1780 wurde die Altstadt komplett zerstört (von 897 Gebäuden wurden 785 zerstört) und er verlor sein Haus, seine Bücher und seine Instrumente.
1797 erhielt er nach dem Tod seines Onkels, des Lehnsherrn Johann Wilhelm Cramer, das Rittergut Zeulsdorf bei Gera vererbt, und wurde damit bis 1815 deren letzter Lehnsherr.
1798 bat er um seine Entlassung als Lehrer am Gymnasium und erhielt den Titel eines Kammerkommissionsrates.
1814 verkaufte er, nachdem er dort durchgängig Landwirtschaft betrieben hatte, das Rittergut Zeulsdorf und erwarb in Gera ein Haus mit Garten, das er so umbauen ließ, dass er astronomische und physikalische Beobachtungen betreiben konnte.
Zu seinem fünfzigjährigen Dienstjubiläum als Landstand (bereits 1778 war er der Besitzer von Hintersöllmnitz, das zum Rittergut Söllmnitz gehörte, geworden; er verkaufte es, als er das Rittergut Zeulsdorf erbte) ernannte ihn der Landesfürst zum Landschaftsdirektor.
1798 heiratete Johann Wilhelm Bartsch Sophie (* unbekannt; † 23. November 1827), eine Tochter des Geraer Kaufmann Justus Amadeus Ebeling; die Ehe blieb kinderlos. Zum Zeitpunkt seines Todes war er Erb-, Lehn- u. Gerichtsherr auf Oberröppisch und hatte bereits einige Stiftungen verfügt, außerdem erhielt das Gymnasium in Gera als Universalerbe eine bedeutende Summe, mit der Auflage, von den Zinsen einen Lehrer der Mathematik und Physik zu besolden. Ebenso erhielt die Armenschule eine größere finanzielle Unterstützung.